# Drosophila suturalis
Drosophila suturalis är en tvåvingeart som beskrevs av Wheeler 1957. Drosophila suturalis ingår i släktet Drosophila och familjen daggflugor.
Artens utbredningsområde är Costa Rica.